# Magna Graecia
Magna Graecia (latin, jelentése Nagy Görögország, görögül: Μεγάλη Ελλάς, Megálē Hellász, olaszul: Magna Grecia) volt a rómaiak által használt neve a Dél-Olaszország partmenti területein, a mai Campania, Puglia, Basilicata, Calabria, Szicília régiókban görög telepesek által széles körben lakott területnek; különösen Croton, Sybaris akháj településein, a legészakibb Cumae és Neapolist is beleértve. A telepesek az i. e. 8. században magukkal hozták a görög civilizációt, amely máig maradandó nyomot hagyott Itálián, a Római Birodalom kultúráján. A római költő, Ovidius említette először Dél-Itáliát ezen a néven Festi (Ünnepek) című versében.

## Ókor
Sztrabón szerint Magna Graecia története már elkezdődött, mire a trójai háború kitört, s több évszázadon át tartott. 8–7 évszázaddal időszámításunk előtt, különböző okok miatt, beleértve a demográfiai válságot (éhínség, zsúfoltság stb.), új kereskedelmi lehetőségek, kikötők keresését, illetve a hazájukból való száműzetést, a görögök kezdték betelepíteni Dél-Itáliát (Cerchiai, 14–18. o.). Ez alatt az időszak alatt görög kolóniákat állapítottak egymástól olyan távol eső helyeken, mint a Fekete-tenger keleti partjától, Kelet-Líbián át Massaliáig (Marseille) terjedő tengerparti sáv. Településeik keletkeztek Szicíliában és az Appennini-félsziget déli részén is. A rómaiak Szicíliát, és a félsziget lábát a Magna Graecia névvel illették, mert ez a görögök által nagyon sűrűn lakott térség volt. Az ókori geográfusok azonban nem egységesek abban, hogy a kifejezés tartalmazza-e Szicíliát, vagy csupán Puglia és Calabria tartományokat; a tágabb meghatározás legjelentősebb szószólója Sztrabón volt.
A gyarmatosítás a görög kultúrát az ógörög nyelv, a vallási szertartások, a hagyományok, a független poliszok révén exportálta Itáliába. Az eredeti görög civilizáció hamarosan továbbfejlődött, mivel kölcsönhatásban állt a natív italikus nyelvek civilizációjával. A legfontosabb kulturális transzplantáció az volt, amikor a khalkiszi/küméi görög ábécé (amelyet elfogadtak az etruszkok is) dőlt, nagybetűs változata átalakult a világ ma is legszélesebb körben használt latin ábécéjévé.
Sok új görög város nagyon gazdag és hatalmas lett, mint pl. Nápoly (Νεάπολις, az 'Új Város'), Szürakuszai (Συράκουσαι), Akragas (Άκράγας) Paestum (Ποσειδωνία), Szübarisz (Σύβαρις). Magna Graecia egyéb jelentős városai voltak még: Tarentum (Τάρας), Epizephyrian Locri (Λοκροί Ἐπιζεφύριοι), Rhegium (Ῥήγιον), Krotón (Κρότων), Thurii (Θούριοι), Elea (Ἐλέα), Nola (Νώλα), Ancona (Αγκών), Syessa (Σύεσσα), Bari (Βάριον).
A Pürrhoszi háborút követően az i. e. 3. században Magna Graecia beolvadt a Római Köztársaságba.

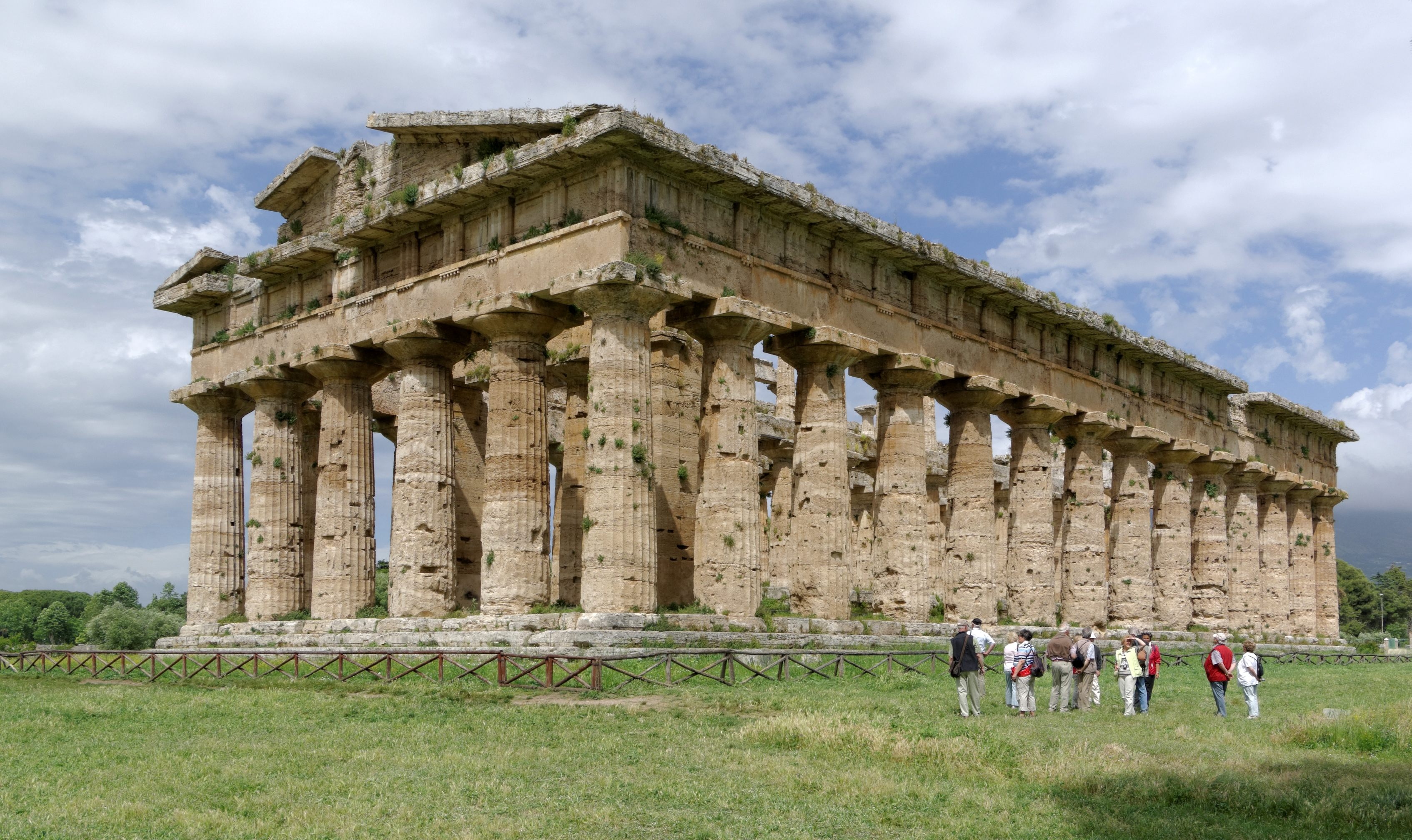
Paestumi görög templomok, Campania
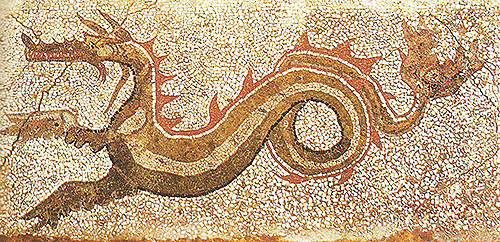
Mozaikok Cauloniából, Calabria
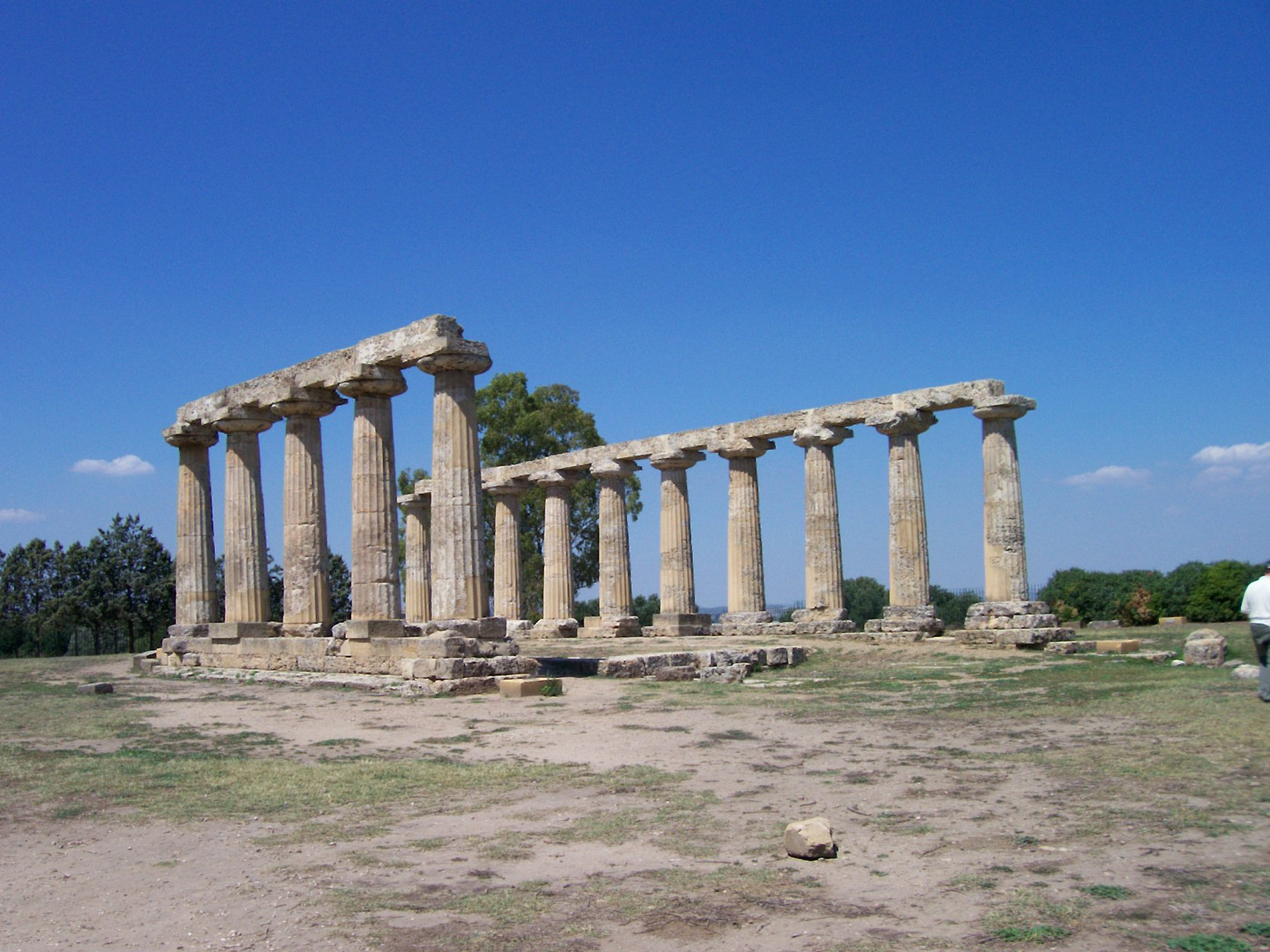
Héra temploma Metapontosz, Basilicata
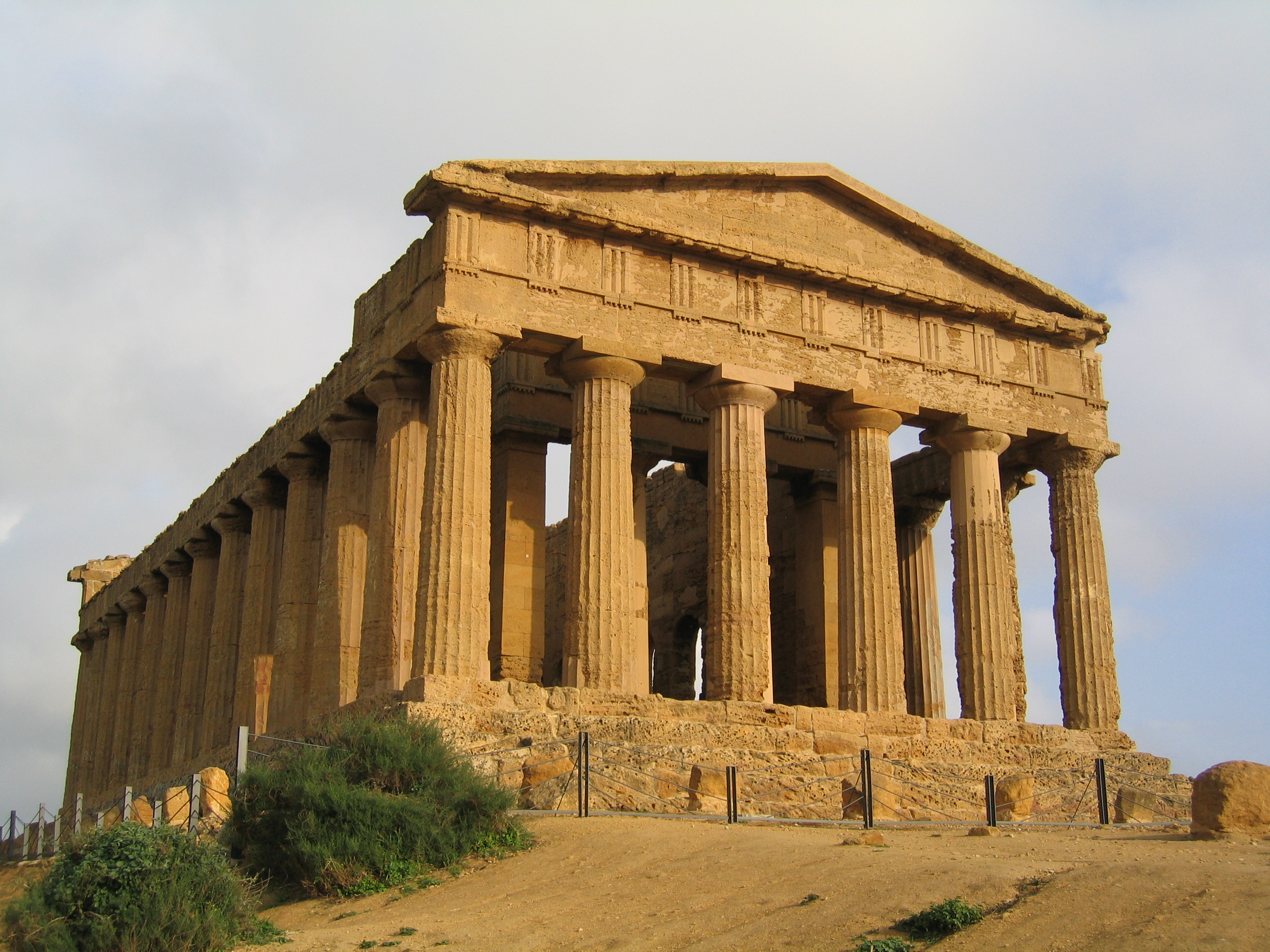
Az akragasi Concordia-templom, Agrigento
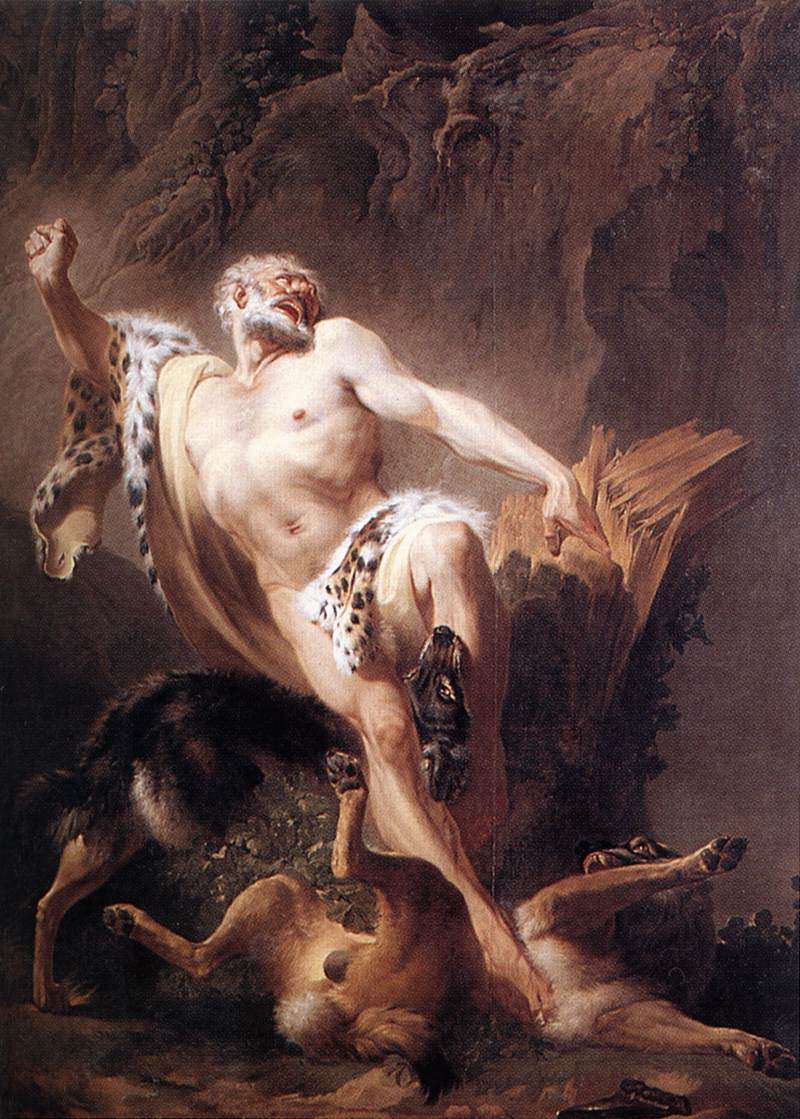
Krotoni Milo
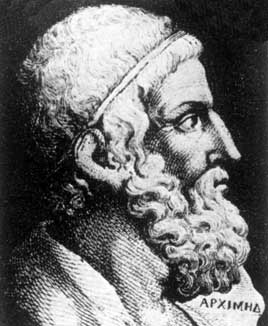
Szürakuszai Archimedesz
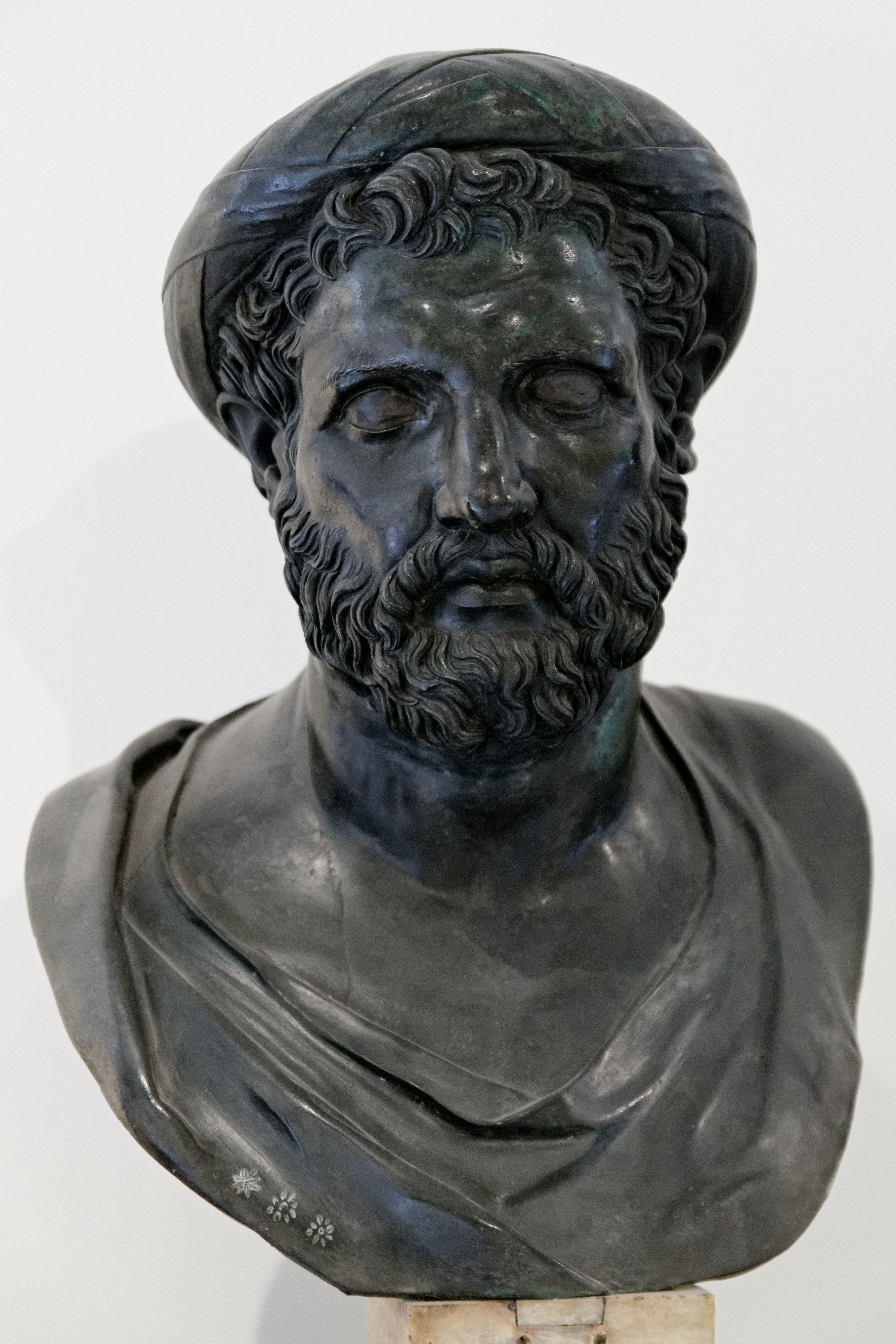
Tarentumi Arkhütasz
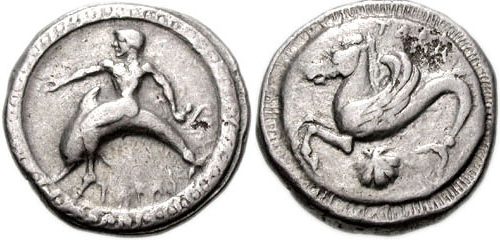
Tarentumi görög érmék, Kr. e. 5. sz.
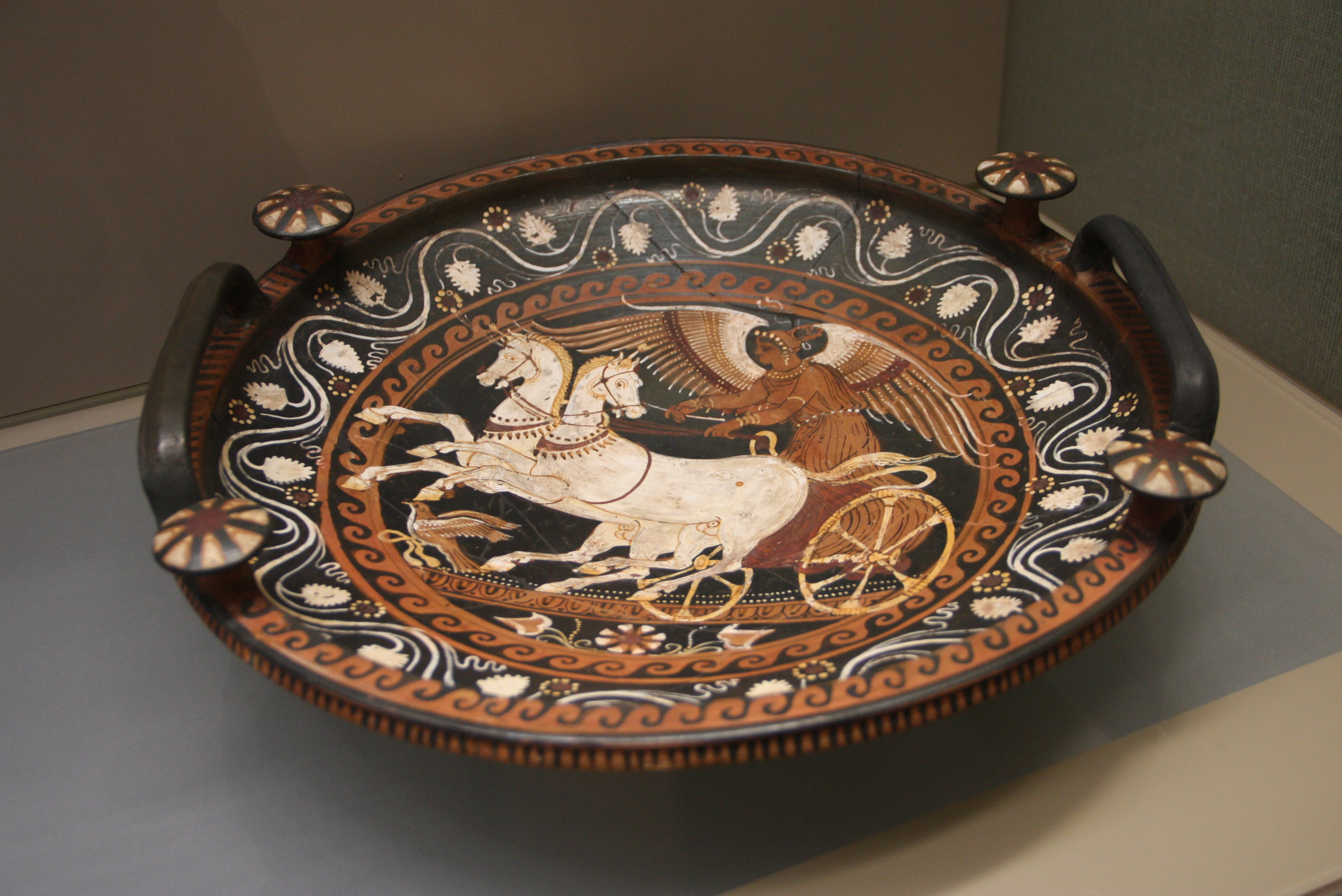
Niké istennő kétlovas kocsiján, Apuliai patera (tray), Kr. e. 4. sz.
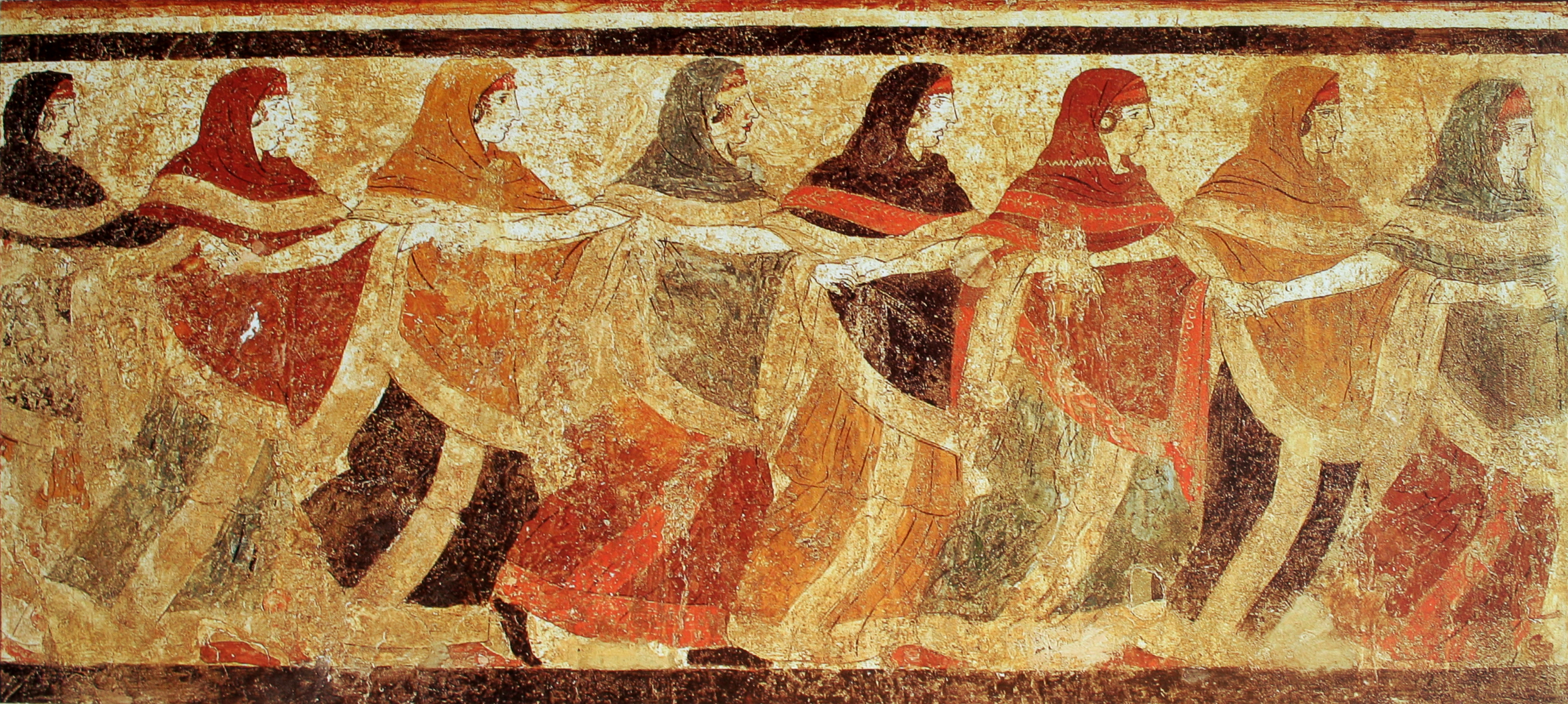
Táncoló peucetiai nők Ruvo di Puglia táncosainak sírján, freskó, Kr. e. 5-4. sz.

## Középkor
A kora középkorban, a katasztrofális gótikus háború, a bizánci keresztény görögök új hullámai jöttek Dél-Itáliába Görögországból, Kis-Ázsiából, míg a Dél-Itáliában maradt részeket, lazán a Kelet-Római Birodalom irányította. Bár a régészeti bizonyítékok azt mutatják, nem az újonnan érkezők nyomán jöttek még görögök, hanem egy újonnan érkező barbár csoport és a helyi görög-római népesség alkotta a telepeket. A képromboló III. León bizánci császár megszerezte a pápaság dél-itáliai birtokait, és a keleti császár a longobárdok megérkezéséig lazán felügyelte a területet, majd a Catapanate Itália helyébe a normannok jöttek.
Egy figyelemre méltó példa a grikó nyelvű kisebbség, amely még ma is létezik az olasz Calabria és Puglia régiókban. A grikó nyelvet, amely ötvözi a régi dór, a bizánci görög, és az olasz nyelvi elemeket, ma is fellelhetjük a Reggio Calabria megyei Salento vidék egyes elzártabb falvaiban. Gazdag a szóbeli hagyomány, a grikó folklórt mintegy 30 000 ember őrzi, de egyre több a beolvadt, környező olasz elem. Egyes tudósok, mint például Gerhard Rohlfs, azzal érvelnek, hogy a grikó eredete, végül is nyomon követhető az egykori Magna Graecia-gyarmatokon.

## Az újkorban
Bár sokan Dél-Olaszország görög lakosai közül teljesen elolaszosodtak a középkorban (például Paestum a 4. században), a görög kultúra, a nyelv megmaradt, túlélve a modernitást részben azért, mert folyamatos migráció állt fenn Dél-Olaszország és a görög szárazföld között. Egy példa erre a grikó emberek, akiknek egy része még mindig megőrzi a görög nyelvet és szokásokat.
A görögök a 16-17. században az Oszmán Birodalom peloponnészoszi terjeszkedése miatt újra megindultak a régió felé. Különösen Coron ostroma (1534) után, nagy számú görög keresett menedéket Calabria, Salento, Szicília területén. A koróni görögök, az úgynevezett koróniaiak nemesek voltak, akik magukkal hozták jelentős ingó vagyonukat a nekik járó különleges jogosultságokkal, illetve adómentességekkel együtt.
Más görögök, akik Itáliába jöttek a Mani-félszigetre, a Peloponnészoszon laktak. A manióták közismerten büszke katonanép volt, a hagyományokkal, a vérbosszúval, amelyek közül sok még ma is él. A manióta görögök egy másik csoportja Korzika szigetére költözött.

## Fordítás
- Ez a szócikk részben vagy egészben  a   Magna Graecia című angol Wikipédia-szócikk ezen változatának fordításán alapul.  Az eredeti cikk szerkesztőit annak laptörténete sorolja fel. Ez a jelzés csupán a megfogalmazás eredetét és a szerzői jogokat jelzi, nem szolgál a cikkben szereplő információk forrásmegjelöléseként.